# Momoria gladora
Momoria gladora är en insektsart som beskrevs av Blocker 1979. Momoria gladora ingår i släktet Momoria och familjen dvärgstritar. Inga underarter finns listade i Catalogue of Life.